# Дерешівська сільська рада
| Дерешівська сільська рада — колишній орган місцевого самоврядування у Мурованокуриловецькому районі Вінницької області з адміністративним центром у с. Дерешова. Сільській раді були підпорядковані населені пункти: - с. Дерешова |

## Склад ради
Рада складалася з 12 депутатів та голови.

## Керівний склад сільської ради
| ПІБ                     | Основні відомості                                                                      | Дата обрання | Дата звільнення |
| ----------------------- | -------------------------------------------------------------------------------------- | ------------ | --------------- |
| Семенюк Віктор Петрович | Сільський голова, 1965 року народження, освіта, член Комуністичної партії України      | 26.03.2006   | 31.10.2010      |
| Семенюк Віктор Петрович | Сільський голова, 1965 року народження, освіта вища, член Комуністичної партії України | 31.10.2010   |                 |

Примітка: таблиця складена за даними джерела